# Grand Prix-wegrace van Stiermarken
De Grand Prix van Stiermarken voor motorfietsen is een motorsportrace, die in 2020 voor het eerst in het kader van het wereldkampioenschap wegrace werd verreden. De race werd dat jaar gehouden als vervanger van een aantal andere races die vanwege de coronapandemie niet door konden gaan. Oorspronkelijk zou het een eenmalig evenement worden, maar in 2021 werd de race opnieuw gehouden, ditmaal als vervanger van de Grand Prix van Finland. De race wordt verreden op de Red Bull Ring in Oostenrijk.

Red Bull Ring

## Statistiek WK-races
| Editie | Seizoen | Circuit   | Klasse | Winnaar                 | Tweede                  | Derde                     | Poleposition            | Snelste ronde           |
| ------ | ------- | --------- | ------ | ----------------------- | ----------------------- | ------------------------- | ----------------------- | ----------------------- |
| 1      | 2020    | Spielberg | Moto3  | Celestino Vietti (KTM)  | Tony Arbolino (Honda)   | Ai Ogura (Honda)          | Gabriel Rodrigo (Honda) | Ayumu Sasaki (KTM)      |
| 1      | 2020    | Spielberg | Moto2  | Marco Bezzecchi (Kalex) | Jorge Martín (Kalex)    | Remy Gardner (Kalex)      | Arón Canet (Speed Up)   | Marco Bezzecchi (Kalex) |
| 1      | 2020    | Spielberg | MotoGP | Miguel Oliveira (KTM)   | Jack Miller (Ducati)    | Pol Espargaró (KTM)       | Pol Espargaró (KTM)     | Pol Espargaró (KTM)     |
|        |         |           |        |                         |                         |                           |                         |                         |
| 2      | 2021    | Spielberg | Moto3  | Pedro Acosta (KTM)      | Sergio García (GasGas)  | Romano Fenati (Husqvarna) | Deniz Öncü (KTM)        | Darryn Binder (Honda)   |
| 2      | 2021    | Spielberg | Moto2  | Marco Bezzecchi (Kalex) | Arón Canet (Boscoscuro) | Augusto Fernández (Kalex) | Remy Gardner (Kalex)    | Ai Ogura (Kalex)        |
| 2      | 2021    | Spielberg | MotoGP | Jorge Martín (Ducati)   | Joan Mir (Suzuki)       | Fabio Quartararo (Yamaha) | Jorge Martín (Ducati)   | Joan Mir (Suzuki)       |

## Noot
1. ↑  Officieel vond er geen telling plaats

2020 · 2021